# Шокало, Фёдор Терентьевич
Фёдор Терентьевич Шокало (04.02.1914 — 21.11.2003) — наводчик 45-мм орудия артиллерийской батареи 1230-го стрелкового полка (370-я Бранденбургская Краснознаменная ордена Кутузова стрелковая дивизия, 61-й стрелковый корпус, 69-я армия, 1-й Белорусский фронт), ефрейтор, участник Великой Отечественной войны, кавалер ордена Славы трёх степеней.

## Биография
Родился 4 февраля 1914 года в селе Мгарь ныне Лубенского района Полтавской области в семье крестьянина. Украинец. Окончил 4 класса. Работал в колхозе, затем рабочим на опытной станции лекарственных растений.
С 1936 по 1938 год проходил действительную срочную службу в Красной Армии. Повторно призван 23 октября 1943 года. В действующей армии с декабря 1943 года. Воевал на 2-м Прибалтийском и 1-м Белорусском фронтах в составе артиллерийской батареи 1230-го стрелкового полка на должностях наводчика и командира орудия.
Наводчик 45-мм орудия 1230-го стрелкового полка (370-я стрелковая дивизия, 69-я армия, 1-й Белорусский фронт) рядовой Шокало Фёдор Терентьевич 15 августа 1944 года в боях за расширение плацдарма на левом берегу р. Висла у населённого пункта Войшин (5 км юго- западнее города Пулава, Польша) подавил 3 пулемёта противника, что способствовало успешному продвижению стрелкового подразделения.
Приказом командира 91-го стрелкового корпуса от 5 сентября 1944 года рядовой Шокало Фёдор Терентьевич награждён орденом Славы 3-й степени.
В ходе Висло-Одерской операции 14 января 1945 года 370-я стрелковая дивизия прорвала оборону противника и перешла в наступление в западном направлении. Части дивизии в ходе наступления форсировали реки Радомка, Пилица, Варта и 31 января вышли на бывшую германо-польскую границу в районе населённого пункта Сильно. Командир 45-мм орудия того же полка рядовой Шокало Ф. Т. 6 февраля 1945 года близ севернее окраины города Лебус (Германия) на левом берегу реки Одер при отражении контратак противника с расчётом уничтожил 2 пулемёта и более 10 гитлеровцев, подавил противотанковую пушку. Приказом командующего 69-й армией от 10.3.1945 года награждён орденом Славы 2-й степени.
В боях за железнодорожную станцию города Лебус орудийный расчёт Шокало Ф. Т. поддерживал боевые действия стрелковых подразделений по удержанию захваченного объекта. 13 февраля артиллеристы отразили три контратаки противника, при этом огнём прямой наводкой уничтожив противотанковое орудие, 4 пулемёта и до 25 солдат противника. Приказом командира 91-го стрелкового корпуса генерал-лейтенанта Волкова Ф. А. рядовой Шокало Ф. Т. награждён орденом Отечественной войны 2-й степени.
В ходе Берлинской операции части 370-й стрелковой дивизии прорывали оборону противника в районе населённого пункта Вюсте-Кунерсдорф. В бою 17 апреля уничтожил пулемёт и двух солдат противника, вооружённых фаустпатронами, чем способствовал успешному продвижению наших подразделений. Приказом командира полка награждён медалью «За отвагу».
Наводчик 45-мм орудия рядовой Шокало Ф. Т. 27 апреля 1945 года в бою у населённого пункта Зельхов (5 км юго- западнее города Шторков, Германия) прямой наводкой вывел из строя зенитную установку, 2 пулемёта, поразил повозку с боеприпасами и более 10 солдат и офицеров противника. Был ранен, но поля боя не покинул. 
Указом Президиума Верховного Совета СССР от 15 мая 1946 года за образцовое выполнение боевых заданий командования в боях с немецко-фашистскими захватчиками Шокало Фёдор Терентьевич награждён орденом Славы 1-й степени.
В августе 1945 года старшина Ф. Т. Шокало был демобилизован. Вернулся в родное село Мгарь. Работал в колхозе.
Умер 21 ноября 2003 года. Похоронен в городе Лубны Полтавской области (Украина).

## Награды
- Орден Отечественной войны I степени (11.03.1985)[4]
- Орден Отечественной войны II степени (15.03.1945)[5]
- Полный кавалер ордена Славы:
  - орден Славы I степени (15.05.1946)[6];
  - орден Славы II степени (10.03.1945)[7];
  - орден Славы III степени (05.09.1944)[8];
- медали, в том числе:
  - «За отвагу» (27.04.1945)[9]

- - «В ознаменование 100-летия со дня рождения Владимира Ильича Ленина» (6 апреля 1970)
  - «За победу над Германией в Великой Отечественной войне 1941—1945 гг.» (9 мая 1945[10])

- - «20 лет Победы в Великой Отечественной войне 1941—1945 гг.» (7 мая 1965[11])
  - «30 лет Победы в Великой Отечественной войне 1941—1945 гг.»[12]
  - 40 лет Победы в Великой Отечественной войне 1941—1945 гг.[13]
  - «30 лет Советской Армии и Флота»[14]
  - «40 лет Вооружённых Сил СССР»[15]
  - «50 лет Вооружённых Сил СССР» (26 декабря 1967[16])
- Знак «25 лет победы в Великой Отечественной войне» (1970)

## Память
- На могиле установлен надгробный памятник
- Его имя увековечено в Главном Храме Вооружённых сил России, и навсегда запечатлено на мемориале «Дорога памяти»